# 하토가야역
하토가야역(일본어: 鳩ヶ谷駅, はとがやえき )은 일본 사이타마현 가와구치시에 있는 철도역이다.
NH 시간에는 우라와미소노 행과 하토가야 행의 비율이 1:1이다.

## 타는 곳

### 사이타마 고속철도
| 1 | ■ 사이타마 고속철도선 | 우라와미소노 방면     |
| 2 | ■ 사이타마 고속철도선 | 아카바네이와부치 방면 |

## 역세권 정보

### 1번 출구
- 시가지
- 하토가야 시청
- 하토가야 시 소방 본부
- 맥도날드 하토가야 역 앞점
- 가스트 하토가야 점

### 2번 출구
- 하토가야 시민 센터
- 무난 경찰서
- M.U.C 하토가야 의료 빌딩
- PIZZA-LA 하토가야 점
- 팔라초
- 포플러(편의점) 하토가야 점
- 세븐 일레븐(편의점) 하토가야 점

### 3번 출구
- 하토가야 우체국

## 역사
- 2001년 3월 28일 - 영업 개시.

## 화랑

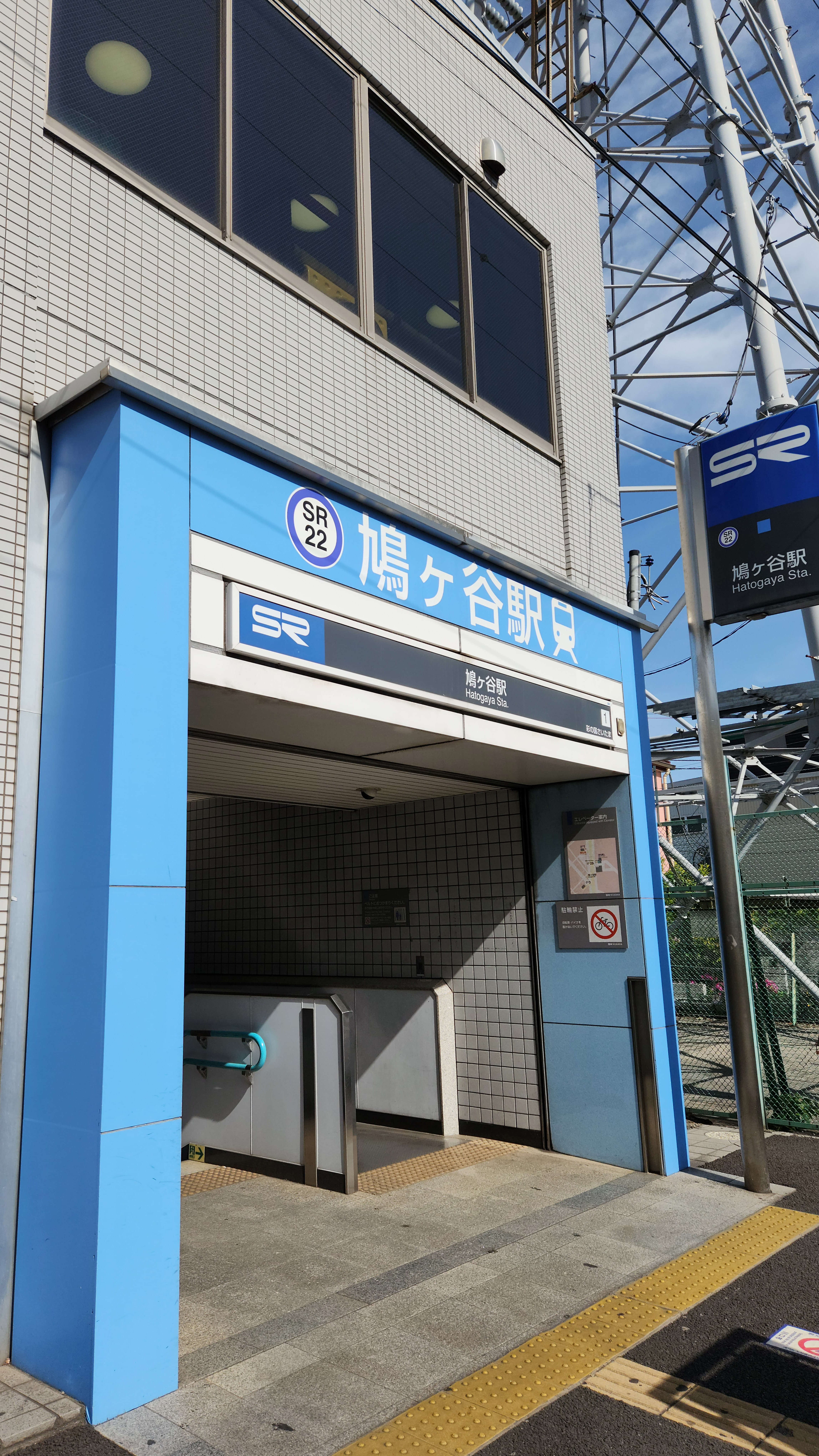
1번 출입구(2023년 5월)
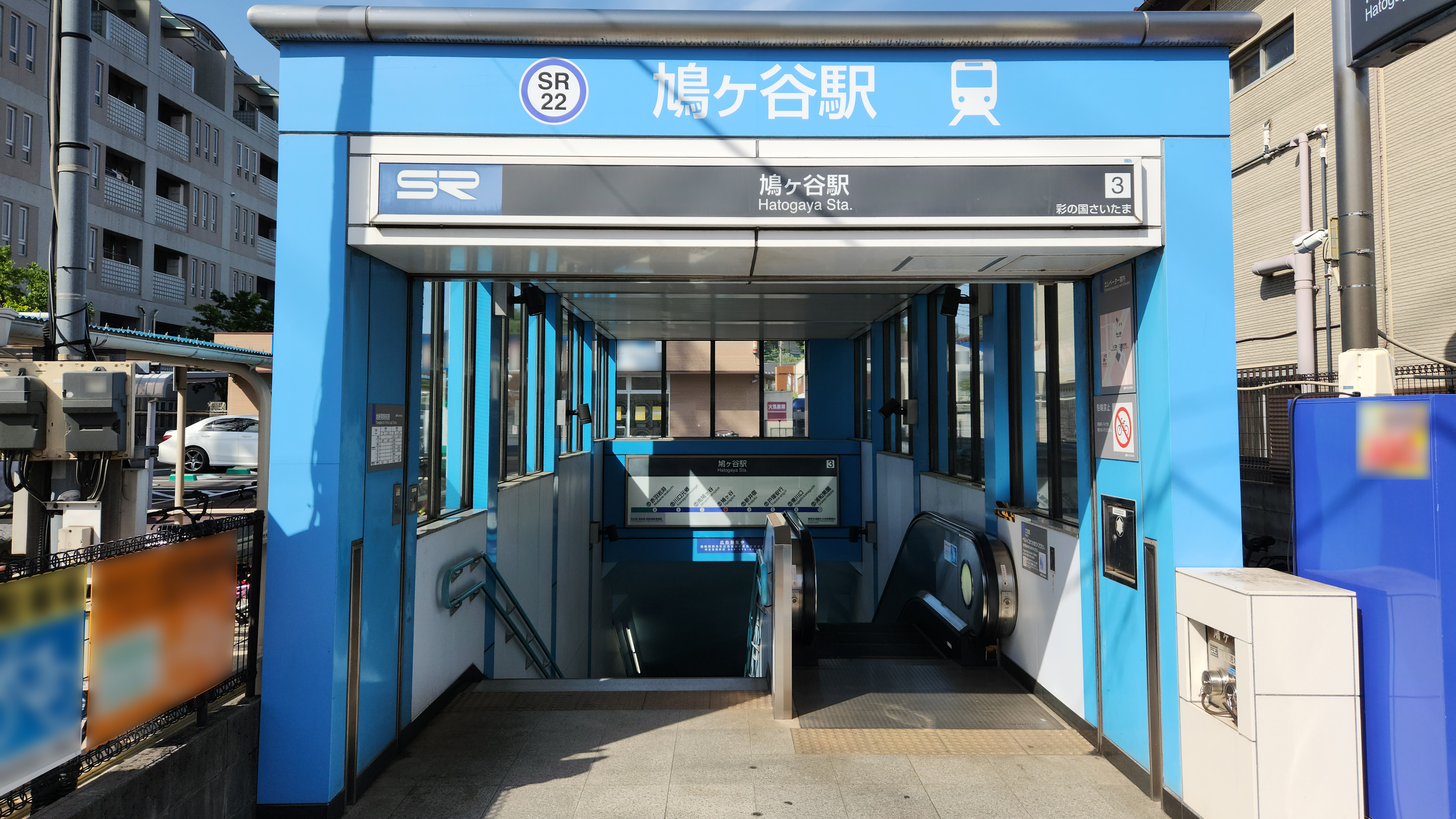
3번 출입구(2023년 5월)

## 인접역
| 사이타마 고속철도 ■ 사이타마 고속철도 선   | 사이타마 고속철도 ■ 사이타마 고속철도 선 | 사이타마 고속철도 ■ 사이타마 고속철도 선 |
| ------------------------------------------ | ---------------------------------------- | ---------------------------------------- |
| SR 21 미나미하토가야 아카바네이와부치 방면 |                                          | 아라이주쿠 SR 23 우라와미소노 방면       |